# Хамді Харбауї
Хамді Харбауї (араб. حمدي الحرباوي, нар. 5 січня 1985, Бізерта) — туніський футболіст, нападник клубу «Шарлеруа».
Виступав, зокрема, за низку бельгійських клуних команд, а також національну збірну Тунісу.

## Клубна кар'єра
У дорослому футболі дебютував 2005 року виступами за команду клубу «Есперанс», в якій провів три сезони, взявши участь у 12 матчах чемпіонату. 
Згодом з 2008 по 2017 рік грав у складі команд клубів «Мускрон», «Візе», «Ауд-Геверле», «Локерен», «Катар СК», «Локерен», «Удінезе» та «Андерлехт». В сезоні 2013/14 з 22 м'ячами, забитими за «Локерен», став найкращим бомбардиром у бельгійському вищому дивізіоні.
До складу клубу «Шарлеруа» приєднався на правах оренди у 2017 році.

## Виступи за збірну
У 2012 році дебютував в офіційних матчах у складі національної збірної Тунісу. Наразі провів у формі головної команди країни 15 матчів, забивши 4 голи.
У складі збірної був учасником Кубка африканських націй 2013 року у ПАР.

## Досягнення
- Чемпіон Тунісу:

«Есперанс»: 2005-06
- Володар Кубка Тунісу:

«Есперанс»: 2005-06, 2006-07
- Володар Кубка Бельгії:

«Локерен»: 2011-12, 2013-14
- Найкращий бомбардир Чемпіонату Бельгії:

«Локерен»: 2013-14
«Зюлте-Варегем»: 2017-18, 2018-19